# 罗利·戈德林
罗利·戈德林（英語：Rolly Goldring，1937年4月14日—2017年10月31日），加拿大男子篮球运动员。他曾代表加拿大获得1964年夏季奥运会男子篮球比赛第十四名。他于2017年在多伦多去世。